# Pljesko
Pljesko (en serbe cyrillique : Пљеско) est un village de Bosnie-Herzégovine. Il est situé dans la municipalité de Rogatica et dans la république serbe de Bosnie. Selon les premiers résultats du recensement bosnien de 2013, il ne compte plus aucun habitant.

## Géographie
Le village est situé à une altitude moyenne de 778 metres.

## Démographie

### Répartition de la population par nationalités (1991)
En 1991, le village comptait 97 habitants, tous serbes.